# Arborii pagodelor din Grădina Botanică din București

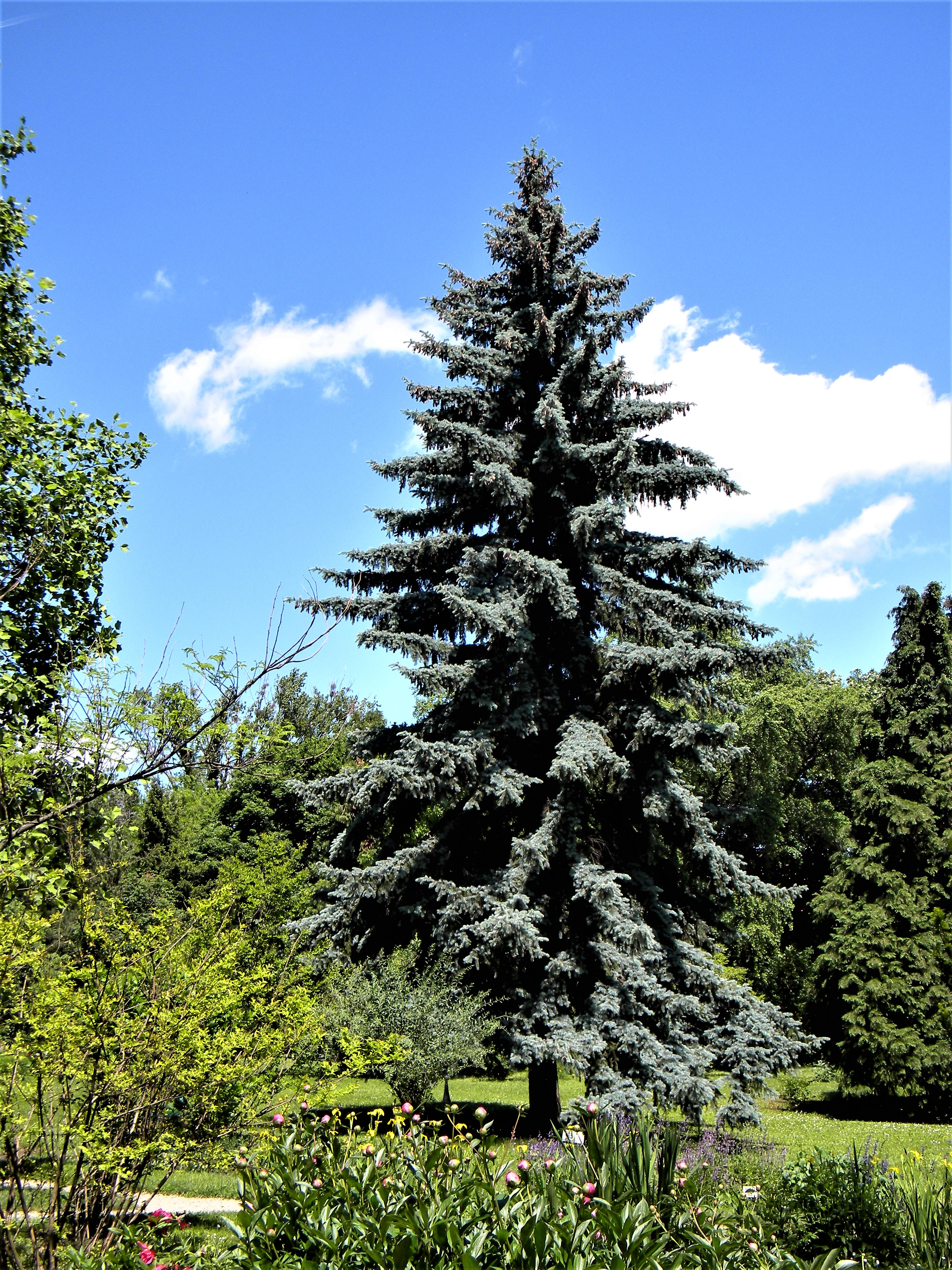
Arbore al pagodelor din Grădina Botanică din București

Din specia de arbore al pagodelor (Ginkgo biloba) în Grădina Botanică din București sunt ocrotite patru exemplare. Acestea sunt localizate la 200 de metri de intrarea principală a Grădinii Botanice, pe latura dreaptă. 